# Jerzy Szabelewski
Jerzy Szabelewski, także Yurek Shabelevsky (ur. 30 października 1910 w Warszawie, zm. 20 grudnia 1993 w Kurytybie) – polski tancerz baletowy, choreograf i baletmistrz, jeden z najwybitniejszych tancerzy charakterystycznych pierwszej połowy XX wieku.

## Życiorys
Uczęszczał do szkoły baletowej przy Teatrze Wielkim w Warszawie, gdzie był uczniem m.in. Jana Walczaka. Do Paryża został zabrany w wieku 16 lat przez Bronisławę Niżyńską. W 1926 rozpoczął pracę w Baletach Rosyjskich Siergieja Diagilewa. Do głównych ról był angażowany już po śmierci Diagilewa, gdy kierownictwo objął Wasilij de Basil. W 1934 otrzymał tytuł pierwszego tancerza w Baletach Rosyjskich Monte Carlo (Ballets Russes de Monte-Carlo). Tańczył też w innych zespołach, m.in. w American Ballet Theatre w Nowym Jorku (1940–1941) i Teatro Colón w Buenos Aires. Występował gościnnie w La Scali w Mediolanie, w Australii, Nowej Zelandii. Od lat 40. prowadził też własne objazdowe zespoły baletowe.
Największe jego osiągnięcia choreograficzne to: V Symfonia Piotra Czajkowskiego, Symfonia fantastyczna Berlioza, Śpiąca Królewna Czajkowskiego, Sen nocy letniej Mendelssohna, Król David Honeggera, Mała suita Lutosławskiego, Noc Walpurgii z Fausta Gounoda i wiele innych. Ważniejsze role: Pietruszka w balecie Strawinskiego pod tym samym tytułem, Wódz Połowców w Tańcach połowieckich Borodina oraz w wielu baletach Leonida Miasina.
Pozował do pomnika Chopina dłuta Augusta Zamoyskiego w Rio de Janeiro.
Był spokrewniony z polskim architektem Konradem Szabelewskim.